# Die Hard - Vivere o morire
Die Hard - Vivere o morire (Live Free or Die Hard) è un film del 2007 diretto da Len Wiseman.
Costituisce il quarto capitolo della saga interpretata da Bruce Willis e dedicata al poliziotto John McClane, preceduto da Trappola di cristallo, 58 minuti per morire - Die Harder e Die Hard - Duri a morire, e seguito a sua volta da Die Hard - Un buon giorno per morire.

## Trama
Rispondendo a una breve interruzione del computer della sua divisione di sicurezza informatica l'FBI, guidato dal vicedirettore Miguel Bowman, dopo avere rintracciato i migliori hacker informatici, chiede al detective della polizia di New York John McClane di andare nel New Jersey per coinvolgere l'hacker Matthew Farrell. McClane arriva giusto in tempo per salvarlo dagli assassini inviati da Mai Linh, che è l'amante e complice di Thomas Gabriel, un hacker leader dei terroristi.
Sulla strada per Washington, Farrell dice a McClane di aver scritto un algoritmo per Linh per violare un sistema di sicurezza specifico per scopi di hacking etico. Nel frattempo, Gabriel ordina alla sua squadra di hacker di prendere il controllo delle reti di trasporto e del mercato azionario, mentre trasmette a livello nazionale un messaggio minaccioso al governo degli Stati Uniti. Farrell si rende conto che questo è l'inizio di una "svendita", un attacco informatico progettato per disabilitare le infrastrutture della nazione. Mentre McClane e Farrell vengono portati al quartier generale del DHS, Linh, fingendosi uno spedizioniere, li reindirizza in un'imboscata in elicottero. McClane respinge gli aggressori distruggendo l'elicottero e tutti quelli a bordo tranne uno dei terroristi.
Disperato, McClane chiede a Farrell quale sarebbe la prossima mossa di Gabriel. Deduce che il prossimo obiettivo di Gabriel è la rete elettrica, quindi guidano verso una superstazione di servizi pubblici nella Virginia Occidentale. Trovano la superstazione sotto il controllo di una squadra guidata da Linh. McClane uccide tutti tranne Linh. Dopo un'intensa e violenta lotta tra i due, Linh muore nel pozzo di un ascensore.
Mentre Farrell sta lavorando al computer hub per rallentare il danno fatto, è in grado di rintracciare Gabriel e carica la sua foto. Quindi lo invia a Bowman presso l'FBI. McClane è scioccato nell'apprendere che Bowman e Gabriel una volta hanno lavorato insieme al Dipartimento della Difesa degli Stati Uniti. Gabriel era il capo programmatore per la sicurezza infrastrutturale. Ha avvertito il dipartimento delle debolezze che hanno reso l'infrastruttura di rete americana vulnerabile alla guerra informatica, ma è stato ignorato e i suoi metodi non ortodossi lo hanno fatto licenziare, ed è in cerca di vendetta. Infuriato per la morte di Linh, Gabriel reindirizza grandi quantità di gas naturale alla superstazione per uccidere McClane e Farrell ma fortunatamente i due riescono a fuggire.
McClane e Farrell si recano quindi in elicottero a casa del super hacker Frederick "Warlock" Kaludis a Baltimora. Warlock identifica il pezzo di codice scritto da Farrell per Linh come mezzo per accedere ai dati in un edificio della Social Security Administration a Woodlawn, nel Maryland. Conferma i precedenti legami di Gabriel come impiegato del governo. Facendo un traceroute, Warlock individua Gabriel.
L'edificio di Woodlawn è in realtà una struttura della NSA destinata a eseguire il backup dei dati personali e finanziari della nazione in caso di attacco informatico e progettata dallo stesso Gabriel. L'attacco all'FBI ha innescato un download di dati finanziari su Woodlawn, dati che Gabriel intende rubare. Nel frattempo, su ordine di Gabriel, uno dei suoi migliori uomini uccide tutti i suoi hacker di computer tranne uno dopo che sono sopravvissuti alla loro utilità. Gabriel quindi attinge alla connessione che hanno stabilito, che rivela la posizione della figlia di McClane, Lucy, che rapisce. McClane e Gabriel poi si incontrano - virtualmente - McClane dicendogli che perderà.
McClane e Farrell corrono alla struttura di Woodlawn. Farrell trova il server principale della struttura e crittografa i dati che gli uomini di Gabriel hanno scaricato prima di essere catturati. Gabriel quindi porta Farrell e Lucy con sé mentre fugge. McClane li insegue, dirottando la loro base semimobile. Accedendo al sistema di comunicazione di un F-35B Lightning II, Gabriel ordina al pilota di attaccare il camion su cui sta guidando McClane, ma il jet viene distrutto dalla caduta di detriti. McClane sopravvive e vede il veicolo di Gabriel fermarsi in un hangar vicino.
Lì, Gabriel chiede a Farrell di decifrare i dati finanziari. Quando rifiuta, Gabriel gli spara al ginocchio e minaccia di uccidere Lucy. McClane arriva, uccidendo due degli uomini di Gabriel, ma viene colpito alla spalla dall'ultimo uomo di Gabriel, Emerson. Gabriel si posiziona dietro McClane, mettendo la canna della pistola nella ferita alla spalla. McClane poi preme il grilletto. Il proiettile viaggia attraverso la spalla di McClane e colpisce Gabriel al petto, uccidendolo all'istante. Farrell quindi afferra una pistola e uccide Emerson all'arrivo dell'FBI. Successivamente, McClane ringrazia Farrell per aver salvato la vita di Lucy, che nel frattempo comincia a interessarsi a lui.

## Produzione
La sceneggiatura del film è basata su un articolo giornalistico del 1997 intitolato Addio alle armi, scritto da John Carlin e pubblicato sulla rivista Wired, il cui tema era la minaccia di un terrorismo di tipo informatico.

## Sceneggiatura
L'azione, a differenza dei primi due episodi, Trappola di cristallo e 58 minuti per morire - Die Harder, si svolge per la stragrande maggioranza nell'ambiente cittadino e raramente in ambienti chiusi. Da questo punto di vista infatti il quarto episodio rassomiglia a Die Hard - Duri a morire, con McClane che non si ritrova più da solo a fronteggiare i terroristi. Anche la trama generale del film ricalca in buona parte quanto già visto nel terzo episodio: il poliziotto si trova a collaborare con un civile per fronteggiare un'organizzazione terroristica che sta gettando scompiglio nella società, apparentemente senza un fine preciso.

## Distribuzione
Il film ha ottenuto un gran successo al botteghino, incassando oltre 388 milioni di dollari, di cui 134 in patria e 253 all'estero. È il film della saga con il maggiore incasso.
Al di fuori dell'America del Nord il film è stato distribuito con il titolo Die Hard 4.0.

## Citazioni e riferimenti
- Il titolo originale del film fa riferimento ad un motto dello Stato del New Hampshire, «Live Free or Die».
- Il logo della 20th Century Fox, verso la fine della fanfara, si spegne come se fosse avvenuto un black-out, un riferimento a quello che succede nel film.
- Cercando di nascondere il proprio nome a McClane, Farrell dice di chiamarsi Daisy Duke, in riferimento alla protagonista femminile della serie televisiva Hazzard.
- Nella camera di Farrell si notano diversi busti, action figure e maquette di personaggi dei fumetti, tra cui Spawn (che McClane stesso rompe), Wolverine, Ciclope, Visione, Silver Surfer e Terminator.
- Nello scantinato di Warlock (nome prestato dal supereroe della Marvel Comics Adam Warlock) viene citata varie volte la saga di Guerre stellari e in particolare il personaggio di Boba Fett. Kevin Smith, l'attore/regista che lo impersona, è a sua volta un fan di Guerre stellari.[6]
- La ex moglie di John McClane si chiama Holly Gennaro. Viene nominata solo tre volte: la prima quando la figlia del poliziotto usa il cognome della madre; la seconda quando Thomas Gabriel cerca di corrompere McClane perché gli consegni il loro ricercato; la terza quando la figlia si riconcilia col padre, alla fine.
- Mentre McClane e Farrell sono in macchina si può sentire la canzone Fortunate Son dei Creedence Clearwater Revival, che in seguito accompagna anche i titoli di coda.
- Quando McClane lascia la postazione dell'FBI, viene accompagnato da un agente che dice di chiamarsi Johnson, come anche un altro agente; il riferimento è a Trappola di cristallo, nel quale anche i due agenti dell'FBI diranno di chiamarsi Johnson, ma non di essere parenti.

## Doppiaggio italiano
- L'edizione italiana del film è stata diretta da Claudio Sorrentino.
- Esiste una seconda versione in italiano, destinata solo alle proiezioni per le linee aeree americane, in cui è presente un cast di voci differente. La direzione del doppiaggio è stata affidata a Fabrizio Mazzotta.

## Sequel
Nel 2010, Bruce Willis dichiarò di essere sicuro della realizzazione di un Die Hard 5. Infatti, il 14 febbraio 2013 esce nelle sale americane il seguito Die Hard - Un buon giorno per morire. Desiderio suo era però quello di arrivare fino a Die Hard 6, prima di abbandonare definitivamente il ruolo di John McClane.